# سیارک ۱۰۱۰۴
سیارک ۱۰۱۰۴ (به انگلیسی: 10104 Hoburgsgubben، نامگذاری:1992EY9) ده هزار و صد و چهارمین سیارک کشف شده‌است که در ۲ مارس ۱۹۹۲ کشف شد.
قدر مطلق سیارک برابر ۱۵٫۸۰ است.